# Craig Robinson (attore)
Craig Phillip Robinson (Chicago, 25 ottobre 1971) è un attore e comico statunitense.

## Biografia
Nato a Chicago, suo padre morì nel 1991. È apparso in film e programmi televisivi, ma prima della sua carriera nel mondo dello spettacolo Craig era un insegnante di musica alla Horace Mann Elementary School di Chicago, Illinois.
Ha frequentato il liceo Whitney M. Magnet Alta Young. Ha conseguito la laurea presso la Illinois State University e il master presso la Saint Xavier University.
Robinson è stato arrestato il 29 giugno 2008 a Culver City per il possesso di metanfetamine ed ecstasy.
A quel tempo, Robinson era già in libertà vigilata derivante da un incidente di guida provocato dall'effetto dell'alcool nel 2006, in seguito ha accettato di prendere lezioni di educazione sulle droghe.

### Carriera
Ha iniziato a fare stand-up comedy e prendere lezioni di improvvisazione e performance al Second City di Chicago.
Dal 2005 al 2013, ha interpretato Darryl Philbin nella versione americana di The Office. Inizialmente, nato come  personaggio secondario, è stato promosso a un ruolo da protagonista nella sesta stagione. Ha anche un ruolo ricorrente in Brooklyn Nine-Nine dove interpreta Doug Judy, amico-rivale del protagonista Jake Peralta (interpretato da Andy Samberg).
Inoltre ha partecipato ai film Molto incinta, Strafumati, Fanboys, Zack & Miri - Amore a... primo sesso, Un tuffo nel passato, Miss Marzo, Tavolo n.19, Timmy Frana - Il detective che risolve ogni grana e Troppo cattivi.

## Filmografia parziale

### Attore

#### Cinema
- Dragon Wars (D-War), regia di Shim Hyung-rae (2007)
- Daddy's Little Girls, regia di Tyler Perry (2007)
- Molto incinta (Knocked Up), regia di Judd Apatow (2007)
- Walk Hard - La storia di Dewey Cox (Walk Hard: The Dewey Cox Story), regia di Jake Kasdan (2007)
- Strafumati (Pineapple Express), regia di David Gordon Green (2008)
- Zack & Miri - Amore a... primo sesso (Zack and Miri Make a Porno), regia di Kevin Smith (2008)
- Fanboys, regia di Kyle Newman (2009)
- Miss Marzo (Miss March), regia di Zach Cregger e Trevor Moore (2009)
- Una notte al museo 2 - La fuga (Night at the Museum: Battle of the Smithsonian), regia di Shawn Levy (2009)
- Laureata... e adesso? (Post Grad), regia di Vicky Jenson (2009)
- La concessionaria più pazza d'America (The Goods: Live Hard, Sell Hard), regia di Neal Brennan (2009)
- Professione inventore (Father of Invention), regia di Trent Cooper (2010)
- Un tuffo nel passato (Hot Tub Time Machine), regia di Steve Pink (2010)
- Rapture-Palooza, regia di Paul Middleditch (2013)
- Facciamola finita (This Is the End), regia di Evan Goldberg e Seth Rogen (2013)
- Get on Up - La storia di James Brown (Get on Up), regia di Tate Taylor (2014)
- Un tuffo nel passato 2 (Hot Tub Time Machine 2), regia di Steve Pink (2015)
- Morris from America, regia di Chad Hartigan (2016)
- Tavolo n.19 (Table 19), regia di Jeffrey Blitz (2017)
- Zeroville, regia di James Franco (2019)
- Jay e Silent Bob - Ritorno a Hollywood (Jay and Silent Bob Reboot), regia di Kevin Smith (2019)
- Timmy Frana - Il detective che risolve ogni grana (Timmy Failure: Mistakes Were Made), regia di Tom McCarthy (2020)
- Songbird, regia di Adam Mason (2020)
- Mona Lisa and the Blood Moon, regia di Ana Lily Amirpour (2021)
- My Spy - La città eterna (My Spy: The Eternal City), regia di Peter Segal (2024)
- Hot Frosty - Una magia di Natale (Hot Frosty), regia di Jerry Ciccoritti (2024)

#### Televisione
- Friends - serie TV, 1 episodio (2004)
- Eastbound & Down - serie TV, 4 episodi (2009-2012)
- The Office - serie TV, 119 episodi (2005-2013)
- Brooklyn Nine-Nine - serie TV, 7 episodi (2014-2021)
- Mr. Robot - serie TV (2016)
- Ghosted - serie TV (2017)

### Doppiatore
- Shrek e vissero felici e contenti (Shrek Forever After), regia di Mike Mitchell (2010)
- The Cleveland Show – serie animata, 9 episodi (2009-2013)
- Fuga dal pianeta Terra (Escape from Planet Earth), regia di Cal Brunker (2013)
- Sausage Party - Vita segreta di una salsiccia, regia di Greg Tiernan e Conrad Vernon (2016)
- Dolittle, regia di Stephen Gaghan (2020)
- Troppo cattivi (The Bad Boys), regia di Pierre Perifel (2022)
- IF - Gli amici immaginari (IF), regia di John Krasinski (2024)

### Produttore
- Rapture-Palooza, regia di Paul Middleditch (2013)

## Doppiatori italiani
Nelle versioni in italiano delle opere in cui ha recitato, Craig Robinson è stato doppiato da:
- Franco Mannella in Zack & Miri - Amore a... primo sesso, Facciamola finita, Get on Up - La storia di James Brown, Mr. Robot, Ghosted, Zeroville, Jay e Silent Bob - Ritorno a Hollywood
- Simone Mori in Dragon Wars, Miss Marzo, Songbird, Mona Lisa and the Blood Moon
- Roberto Draghetti in Molto incinta, Un tuffo nel passato, Un tuffo nel passato 2
- Alessandro Quarta in Una notte al museo 2 - La fuga, Brooklyn Nine-Nine
- Mario Bombardieri in The Office
- Claudio Fattoretto in Strafumati
- Alessandro Pala in La concessionaria più pazza d'America
- Gaetano Lizzio in Professione inventore
- Alessandro Budroni in Tavolo 19
- Massimo Bitossi in Dolemite Is My Name
- Tony Sansone in What We Do in the Shadows
- Massimo De Ambrosis in Timmy Frana - Il detective che risolve ogni grana
- Stefano Thermes in My Spy: La città eterna
- Simone Leonardi in Hot Frosty - Una magia di Natale

Da doppiatore è sostituito da:
- Francesco De Carlo in Troppo cattivi, Troppo cattivi 2
- Fabio Grossi in Shrek e vissero felici e contenti
- Roberto Draghetti in Sausage Party - Vita segreta di una salsiccia
- Diego Reggente e Marco Fumarola in The Cleveland Show
- Nanni Baldini in Fuga dal pianeta Terra
- Simone Mori in Dolittle